# 게이츠헤드 도시 자치구
게이츠헤드 도시 자치구(영어: Metropolitan Borough of Gateshead)는 잉글랜드 타인 위어 주에 위치한 도시 자치구로, 중심이 되는 지역인 게이츠헤드에서 따온 이름을 가지고 있다. 총 22개의 선거구를 아우르며, 한 개의 선거구는 3명의 지방 의회 의원을 선출할 권한을 갖는다.